# Microcalcarifera toriata
Microcalcarifera toriata är en fjärilsart som beskrevs av Felder 1875. Microcalcarifera toriata ingår i släktet Microcalcarifera och familjen mätare. Inga underarter finns listade i Catalogue of Life.